# Courbouzon (Jura)
Courbouzon és un municipi francès situat al departament del Jura i a la regió de Borgonya - Franc Comtat. L'any 2007 tenia 594 habitants.

## Demografia

### Població
El 2007 la població de fet de Courbouzon era de 594 persones. Hi havia 252 famílies de les quals 52 eren unipersonals (8 homes vivint sols i 44 dones vivint soles), 112 parelles sense fills, 72 parelles amb fills i 16 famílies monoparentals amb fills.
La població ha evolucionat segons el següent gràfic:
Habitants censats

### Habitatges
El 2007 hi havia 285 habitatges, 255 eren l'habitatge principal de la família, 14 eren segones residències i 16 estaven desocupats. 260 eren cases i 24 eren apartaments. Dels 255 habitatges principals, 204 estaven ocupats pels seus propietaris, 47 estaven llogats i ocupats pels llogaters i 4 estaven cedits a títol gratuït; 1 tenia una cambra, 14 en tenien dues, 34 en tenien tres, 65 en tenien quatre i 141 en tenien cinc o més. 217 habitatges disposaven pel capbaix d'una plaça de pàrquing. A 109 habitatges hi havia un automòbil i a 129 n'hi havia dos o més.

### Piràmide de població
La piràmide de població per edats i sexe el 2009 era:
| Homes | Edats   | Dones |
| ----- | ------- | ----- |
| 0     | 95 o +  | 0     |
| 0     | 90 a 94 | 0     |
| 4     | 85 a 89 | 4     |
| 0     | 80 a 84 | 12    |
| 16    | 75 a 79 | 16    |
| 4     | 70 a 74 | 12    |
| 20    | 65 a 69 | 0     |
| 8     | 60 a 64 | 28    |
| 12    | 55 a 59 | 16    |
| 36    | 50 a 54 | 28    |
| 36    | 45 a 49 | 16    |
| 24    | 40 a 44 | 32    |
| 8     | 35 a 39 | 20    |
| 12    | 30 a 34 | 0     |
| 12    | 25 a 29 | 4     |
| 20    | 20 a 24 | 20    |
| 20    | 15 a 19 | 44    |
| 24    | 10 a 14 | 24    |
| 8     | 5 a 9   | 4     |
| 8     | 0 a 4   | 4     |

## Economia
El 2007 la població en edat de treballar era de 387 persones, 288 eren actives i 99 eren inactives. De les 288 persones actives 273 estaven ocupades (136 homes i 137 dones) i 15 estaven aturades (8 homes i 7 dones). De les 99 persones inactives 58 estaven jubilades, 25 estaven estudiant i 16 estaven classificades com a «altres inactius».

### Ingressos
El 2009 a Courbouzon hi havia 259 unitats fiscals que integraven 612,5 persones, la mediana anual d'ingressos fiscals per persona era de 20.988 €.

### Activitats econòmiques
Dels 15 establiments que hi havia el 2007, 1 era d'una empresa de fabricació de material elèctric, 1 d'una empresa de fabricació d'altres productes industrials, 5 d'empreses de construcció, 4 d'empreses de comerç i reparació d'automòbils, 1 d'una empresa d'hostatgeria i restauració, 1 d'una empresa d'informació i comunicació, 1 d'una empresa de serveis i 1 d'una entitat de l'administració pública.
Dels 6 establiments de servei als particulars que hi havia el 2009, 1 era un paleta, 1 guixaire pintor, 1 fusteria i 3 lampisteries.
L'any 2000 a Courbouzon hi havia 4 explotacions agrícoles.

## Equipaments sanitaris i escolars
El 2009 hi havia una escola elemental.

## Poblacions més properes
El següent diagrama mostra les poblacions més properes.